# João da Nova
João da Nova, ricordato anche come Xoán de Novoa o Juan de Nova (Maceda, 1460 – Kochi, luglio 1509), è stato un esploratore spagnolo.
Al servizio del Portogallo navigò in particolare nell'Atlantico nell'oceano Indiano. 
È accreditato come lo scopritore dell'isola di Ascensione e dell'Isola di Sant'Elena.